# جامعة ليدن
جَامِعَةُ لَيْدَن (بالهولندية: Universiteit Leiden) هي أقدم جامعات هولندا. أنشئت في مدينة ليدن بأمر من وليم أمير أورانج، قائد الثورة الهولندية إبان حرب الأعوام الثماني عشر. وما زالت عائلة أورانج-ناساو المالكة الهولندية تحتفظ بروابط مع جامعة ليدن؛ فقد درس في الجامعة كل من الملكة يليانة (1909 ـ 2004) والملكة بياتريكس وولي العهد الأمير فيليم ألكسندر، كما منحت الجامعة الملكة بياتريكس درجة فخرية سنة 2005.

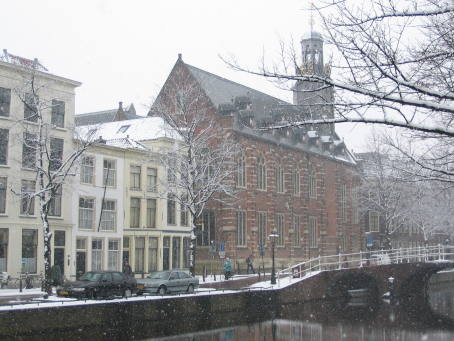
المبنى الأكاديمي بجامعة ليدن

تتألف جامعة ليدن من ست كليات جامعية وأكثر من 50 قسماً، ويدرّس بها أكثر من 150 برنامجاً دراسياً في المرحلة الجامعية الأولى وحدها، وتتمتع الجامعة بسمعة دولية طيبة. وقد احتلت جامعة ليدن المركز السبعين بين أفضل جامعات العالم في التصنيف الأكاديمي لجامعات العالم الذي أصدرته جامعة شانغهاي جياو تونغ سنة 2010، كما احتلت المركز الستين عالمياً في تصنيف الجامعات العالمي الذي أصدره ملحق التعليم العالي لجريدة التايمز سنة 2009، كما جاءت جامعة ليدن في نفس التصنيف في المركز 29 بين أفضل جامعات العالم في مجال الفنون والعلوم الإنسانية. وفي سنة 2010 تصدرت جامعة ليدن جامعات أوروبا في تصنيف ملحق التعليم العالي لجريدة التايمز في مجال الفنون والعلوم الإنسانية.
تاريخيا كانت الجامعة قبلة للعديد من المستشرقين الأوروبيين، وأسس فيها كرسي الدراسات العربية عام 1613 وأول من تبوأ ذلك المنصب كان إربينيوس. فيها مخطوطات لكتب عربية شهيرة ليس لها وجود إلا في مكتبة الجامعة مثل كتاب تاريخ الطبري وفتوح البلدان للبلاذري.
والجامعة عضو في كل من مجموعة قلمرية والأوروبيوم (منظمة أنشئت في بداية التسعينيات تضم 10 جامعات أوروبية رائدة) ورابطة الجامعات البحثية الأوروبية.
تضم جامعة ليدن أكثر من 40 معهدا بحثيا وطنيا ودوليا.

## وصلات خارجية
- (بالإنجليزية) الموقع الرسمي
- (بالهولندية) الموقع الرسمي
- Graduate Programs in English
- PhD Portal Leiden University

لا توجد روابط لمواقع التواصل الاجتماعي.